# Lām-Alif

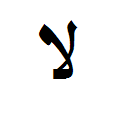
Lām-Alif in isolierter Form

Lām-Alif ist eine Ligatur in der arabischen Schrift. Sie wird aus den Buchstaben Lām und Alif gebildet.
Im Gegensatz zu den anderen Ligaturen, die in arabischen Texten zu finden sind, ist das Lām-Alif eine obligatorische Ligatur und muss immer dann verwendet werden, wenn Lām und Alif als „La“ aufeinandertreffen. Dies gilt auch, wenn das Alif mit einem Hamza, Madda oder Wasla versehen ist: لأ لإ لآ لٱ.
Treffen Alif und Lam in der Reihenfolge „Al“ (ال) aufeinander, wird kein Lam-Alif verwendet (siehe bspw. Alif, Dal (دال) oder Dhal (ذال)).

## Lām-Alif in EDV und Unicode
Auf der arabischen Tastatur besitzt die Ligatur لا eine eigene Taste. Werden ل und ا getrennt eingegeben, wird in Textverarbeitungsprogrammen entsprechend den Darstellungsalgorithmen für Arabisch in Unicode automatisch das Lām-Alif erzeugt. Das Gleiche gilt für den Computerbereich allgemein, weshalb ein eigener Unicode-Zahlencode für das Lām-Alif im Unicodeblock Arabisch fehlt. Im Unicodeblock Arabische Präsentationsformen-B sind acht Unicode-Nummern (von U+FEF5 bis U+FEFC) für das Lām-Alif reserviert (isolierte/finale Form, mit Madda, mit unter-/übergesetztem Hamza).